# گالبادراخین اوتگونتستسگ
گالبادراخین اوتگونتستسگ (انگلیسی: Galbadrakhyn Otgontsetseg؛ زادهٔ ۲۵ ژانویهٔ ۱۹۹۲) جودوکار مغول‌تبار اهل قزاقستان است.
وی در مسابقات کشوری و بین‌المللی در مجموع برندهٔ ۳ مدال برنز شده‌است.